# Charles-Guillaume de Bade
Charles-Guillaume est un prince de la maison de Bade né en 1627 et mort en 1666. Il est le dernier margrave de Bade-Rodemachern, de 1665 à sa mort.

## Biographie
Charles-Guillaume est le fils aîné du margrave Hermann Fortunatus et de sa première épouse Antonia-Élisabeth de Criechingen. Chambellan de Ferdinand IV et chanoine au chapitre de la cathédrale de Cologne, il est le dernier représentant de la lignée de Bade-Rodemachern. À sa mort, survenue dans l'année suivant celle de son père, Rodemachern retourne à la lignée-mère de Bade-Bade en la personne du margrave Guillaume.